# بند میزان
بند میزان سدی است در شوشتر و ساختهٔ دست مهندسین ایرانی، مربوط به دوره ساسانیان که تا امروز پابرجاست. ساختن بند میزان شوشتر را به شاپور یکم ساسانی نسبت می‌دهند. بند میزان شوشتر در تاریخ ۸ خرداد ۱۳۷۸ با شمارهٔ ثبت ۲۳۳۱ به‌عنوان یکی از آثار ملی ایران به ثبت رسید. در سال ۲۰۰۹ نیز این بند به همراه ۱۵ اثر تاریخی دیگر شوشتر در نشست سالانه کمیته میراث جهانی یونسکو در ۲۶ ژوئن ۲۰۰۹ (۵ تیرماه ۱۳۸۸) در شهر سویل اسپانیا، با احراز معیارهای ۱، ۲ و ۵ با عنوان نظام آبی تاریخی شوشتر به عنوان دهمین اثر ایران در فهرست میراث جهانی یونسکو با شماره ۱۳۱۵ به ثبت رسید.

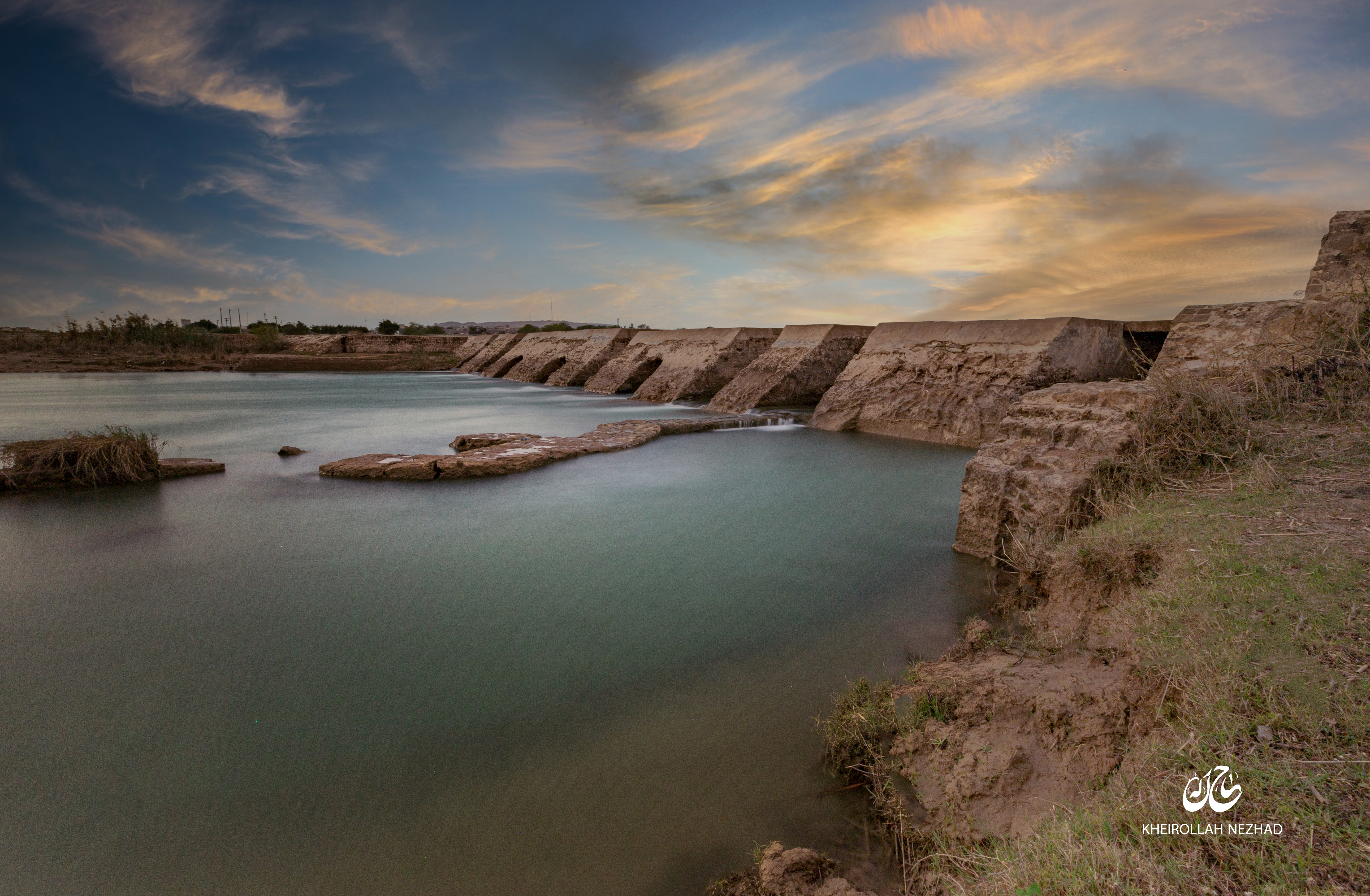
بند میزان

این سد، آب کارون را به نسبتهای ۱ به ۲ بین رودهای گرگر و شطیط تقسیم می‌کند. رود گرگر را دودانگه یا مسرقان نیز گویند و رود شطیط را چهاردانگه هم خوانند. مصالح بکار رفته در بند میزان سنگ (تراشیده شده شوشتر) و ساروج هستند. در توصیف اهمیت این سد کافیست تاریخ شوشتر را مرور کنیم که، شکسته شدن این سد بمنزله ازدیاد فقر و بدبختی در شوشتر و پابرجا بودن به‌همراه دیگر سازه‌های آبی شوشتر باعث آبیاری ۴۰ هزار هکتار دشت میان آب شوشتر بوده‌ است. این بند از چند دهانه تشکیل شده‌ است که مهمترین آنها دهانه‌ای است جدا که تنظیم آب دو شاخهٔ رودخانه را انجام می‌دهد به گونه‌ای که اگر دبی گرگر بیشتر از یک سوم دبی کل رودخانه باشد آن را به شاخهٔ شطیط انتقال می‌دهد و بالعکس و این خود از شاهکارهای معماری این بند است.

## مشکلات و تهدیدها

مسدود شدن دهانه‌های بند میزان

این بند تاریخی، به‌دلیل بی‌توجهی مسئولان و وزارت میراث فرهنگی دچار مشکلاتی شده است.
دهانه‌های این بند، مرتبا توسط شاخ‌وبرگ و تنهٔ درختانی که طغیان رودخانه به‌همراه آورده، مسدود می‌شود. این اتفاق نه تنها باعث افزایش فشار آب بر بدنه این سازه آبی شده، بلکه جریان آب به سمت رود گرگر و مجموعه آبشارهای شوشتر را نیز به شدت کند نموده‌است. در نتیجه تعدادی از کانالهای مجموعه آبشارها و آسیاب‌های آبی شوشتر کاملاً خشک شده‌اند و مکانی که از قرنها پیش تا امروز سالم مانده بود درحال تخریب است.
بعلاوه در سال‌های اخیر ترک‌هایی بر بدنه این بند تاریخی پدیدار شده که می‌تواند مقدمه‌ای برای تخریب این میراث جهانی باشد.